# Georges Senal
Pas d'image ? Cliquez ici

a Compétitions nationales et continentales officielles uniquement.

b Matchs officiels uniquement.
Dernière mise à jour le 20 janvier 2025.
Georges Senal, est né le 21 avril 1947 à Sérignan. C’est un ancien joueur de rugby à XV, qui a joué avec l'équipe de France et l'AS Béziers, évoluant au poste de deuxième ligne (1,93 m pour 104 kg).

## Carrière de joueur

### En club
Georges Senal joue avec l'AS Béziers son club de toujours, durant la période faste de celui-ci, jusqu'en 1980. Il tint alors commerce dans sa ville.

### En équipe nationale
Georges Senal dispute son premier test match le 20 juin 1974 contre l'équipe d'Argentine, et le dernier contre l'équipe du pays de Galles, le 18 janvier 1975.

## Palmarès

### En club
- Champion de France en 1971, 1972, 1974, 1975, 1977, 1978, et 1980 (ne joue pas la finale)
- Vainqueur du Challenge Yves du Manoir en 1972, 1975 et 1977
- Finaliste du Championnat de France en 1976
- Finaliste du Manoir en 1973, 1978 et 1980
- Bouclier d'Automne en 1970, 1971, 1974, 1976, 1977
- Finaliste Bouclier d'Automne 1972, 1975
- Challenge Jules Cadenat en 1968, 1970, 1971, 1972, 1975, 1977 et 1978
- Champion de France juniors en 1968, Finaliste en 1966 et 1967

### En équipe nationale
- Sélections en équipe nationale : 6 (+1 non officielle)
- Sélections par année : 5 en 1974 et 1 en 1975
- Tournoi des Cinq Nations disputé : 1975
- Tournée en Argentine en 1974